# Camaropella
Camaropella Lar.N. Vassiljeva – rodzaj grzybów z typu workowców (Ascomycota).

## Systematyka i nazewnictwo
Pozycja w klasyfikacji według Index Fungorum: Boliniaceae, Boliniales, Sordariomycetidae, Sordariomycetes, Pezizomycotina, Ascomycota, Fungi.
Takson utworzyła Lar.N. Vassiljeva w 1997 roku.
Gatunki występujące w Polsce:
- Camaropella lutea (Alb. & Schwein.) Lar.N. Vassiljeva 2007
- Camaropella microspora (P. Karst.) S.K. Huang & K.D. Hyde 2021
- Camaropella plana (Pouzar) S.K. Huang & K.D. Hyde 2021

Nazwy naukowe na podstawie Index Fungorum. Wykaz gatunków według W. Mułenki i innych (podane jako Camarops).